# Карл III Товстий
Карл III Товстий (лат. Carolus Pinguis, 13 червня 839 — 13 січня 888) — імператор Франкської імперії з 881 до 887 року. Походив з династії Каролінгів.

## Молоді роки
Карл був молодшим з трьох синів Людовика Німецького, короля Східного Франкського королівства, та Емми Баварської з роду Вельфів. З дитинства він відрізнявся не дуже міцним здоров'ям.
У 859 році Карл став графом Брайсгау. На цій посаді він деякий час воював з Лотарингією. У 863 році повстав його брат Карломан, а у 864 році до нього приєдналися Людовик Молодий і сам Карл. Вони вимагали від батька надати їм більші володіння. У 865 році Людовик Німецький виділив Людовику Молодому Саксонію, Франконію та Тюрингію, Карломану — Баварію, Карлу — Алеманію.
У 875 році після смерті цісаря Людовика II Карломан вдерся до Італії, де став новим її королем. У 876 році після смерті Людовика Німецького Карл став королем Алеманії. У 877 році цісар Карл II Лисий прибув до Тортони для зустрічі з Папою Римським, де обговорювався план боротьби з арабами. Сюди спрямував свої війська й Карл Товстий. Не маючи можливості протидіяти потузі Карла Товстого, Карл II відступив до Західного Франкського королівства, де незабаром помер. Після цього у Карла Товстого з'явився шанс отримати імператорську корону.
У 879 році його брат Карломан, що відрізнявся слабким здоров'ям, зрікся влади в Італії. В цьому ж році новим королем Італії став Карл. З цього моменту Карл Товстий почав готувати похід до Риму. Тут на його підтримку чекав папа римський Іоанн VIII, який в цей час боровся з графом Гвідо Сполетським. Карл успішно провів похід до Італії й 12 лютого 881 року його було короновано на нового цісаря Карла III.

## Імператор
Ставши новим імператором, Карл мріяв про відновлення імперії Карла Великого. Для цього йому потрібно було відновити свою владу над Західним Франкським королівством, підкорити Прованське королівство, протидіяти нападам норманів та арабів.
У 882 році помер король Людовик III Молодший, після чого Карл III зміг стати королем Східного Франкського королівства. В цьому ж році помер Людовик III, король Західного Франкського королівства. Його спадкоємцем став слабкий на здоров'я Карломан II. З цього моменту Карл III Товстий почав налагоджувати стосунки зі світськими та церковними магнатами цього королівства, щоб у випадку чогось отримати корону Західно-Франкського королівства. У 884 році помирає його небіж Карломан і Карл III без ускладнень стає володарем Західно-Франкського королівства. Він практично зміг відновити Франкську імперію у межах, які вона мала за Карла Великого.
Водночас він не зміг здолати Бозона, який володарював у Прованському королівствіі. Ще у 879 році він провів збори церковної та світської влади у Мантаї, які оголосили його королем Провансу.
Водночас Карл III зіткнувся з великою проблемою — нападами норманів на узбережжя Західно-Франкської держави. У 881—882 роках він воював з ними у Нижній Лотарингії, вдовж ріки Маас. У 886 році на Руан та Париж напали норманські загони на чолі із Ролло. В обох випадках імператору не вистачило сил протидіяти нападникам, і він змушений був віддати викуп. Стало зрозуміло, що Карл III не здатний відновити велич та могутність Франкської імперії.
У цей момент виник конфлікт між Карлом та його дружиною Ріхардою, яку він звинуватив у подружній зраді. Порушником своїх шлюбних прав Карл III оголосив свого міністра Луїтварда. Останній втік до небожа Карла Товстого — Арнульфа, якого підмовив підняти повстання проти дядька. Цей заколот підтримали німецькі магнати, які були незадоволені діями Карла III. Внаслідок цього у Ферхгеймі Арнульфа оголосили королем Східно-Франкського королівства. Досить швидко повстання охопило всю імперію. Розуміючи неможливість протидіяти ворогам, Карл III 17 листопада 887 року зрікся влади. Новим імператором став Арнульф, який надав Карлу Товстому декілька маєтків у Швабії.
Помер Карл у маєтку Наудінген 13 січня 888 року.

## Родина
Дружина — Ріхарда (840—894), донька Ерхарда, графа Нордгау
Діти: не було